# Wenhaston with Mells Hamlet
Wenhaston with Mells Hamlet är en civil parish i distriktet East Suffolk i Suffolk i England innefattande byarna Wenhaston och Mells. Civil parish har 801 invånare (2011).